# Défense de L'Occident (essai)
Cet article concerne l'essai d'Henri Massis. Pour son manifeste, ainsi pour le périodique nationaliste, voir Manifeste des intellectuels français pour la défense de l'Occident et la paix en Europe et Défense de l'Occident.
Défense de L'Occident est un essai rédigé par Henri Massis qui prône la défense des valeurs occidentales contre la pensée asiatique.

## Description

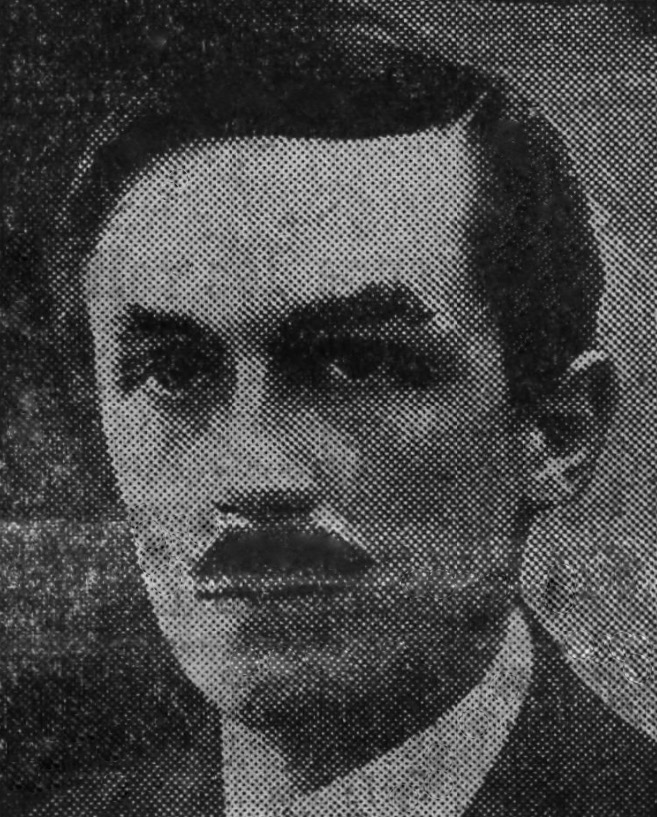
Henri Massis en 1928. photographie de Henri Manuel.

Paru en 1927 aux éditions Plon, Défense de L'Occident est l'ouvrage le plus populaire d'Henri Massis, intellectuel catholique proche de l'Action française, défenseur de la Révolution nationale pétainiste. Il a été traduit en anglais en allemand et en espagnol, et a connu un rayonnement européen.
Dans cet ouvrage Massis oppose la société occidentale catholique à la pensée asiatique dans laquelle il voit une influence néfaste,.
En 1948, dans D'André Gide à Marcel Proust,  Massis écrira « […] le titre de « Défense » que j’ai donné à mon livre sur l’Occident, conviendrait sans doute à tous les ouvrages que j’ai ensuite publiés (...). »,.
Pour  l'historien Olivier Dard, la publication de Défense de L'Occident fera de Massis l'un des ambassadeurs du maurrassisme à l'étranger, aux côtés, selon lui, de Découverte de la Russie publié en 1944, et de L’Occident et son destin publié en 1956, qui sont des « formes de suites » de cet ouvrage.

## Avis et critiques
Les avis sur l'ouvrage sont partagés.
En 1928, Émile Steinilber-Oberlin fait paraître un bref essai intitulé Défense de l'Asie et du bouddhisme: Réponse à M. Massis, auteur de « Défense de l'Occident », édité par la Revue Franco-nipponne. Il y explique que, selon lui, le bouddhisme n'est aucunement nuisible aux sociétés européennes, car profondément empreint de pacifisme.
En revanche, en 1929, Georges Blondel écrit dans la Revue internationale de l'enseignement  que « M. Massis pense avec raison que c'est une guerre spirituelle qui est déclarée au genre humain. »,.
Par ailleurs, en 1961, lors de l'entrée de Massis à l'Académie française, Antoine de Lévis-Mirepoix déclarera au sujet de l'essai « Le  Moyen  Âge (...) revivait  en  vous,  dans  sa plus  haute spiritualité,  dans  son unité  splendide. L'Occident  tout  entier  est  aujourd'hui  à  la  recherche  de  cette  union  perdue  qui  fut  pratiquée  et  sentie   dans  chaque  poitrine  humaine,  sous  le  signe  de  la  croix. ».